# Deep Cuts (The Knife)
Deep Cuts è il secondo album discografico del gruppo musicale svedese The Knife, pubblicato nel gennaio 2003.

## Descrizione
L'album è stato registrato nel 2002 in tre diverse sessioni (gennaio, giugno e settembre-ottobre) a Stoccolma.
Nell'ottobre 2004 è stata pubblicata una nuova versione dell'album (CD+DVD, anche nel Regno Unito, riessue agosto 2006) con l'aggiunta di tre tracce addizionali estratte dall'album Hannah med H Soundtrack. Nel gennaio 2005 il disco è stato diffuso in Germania (V2 Records, riessue marzo 2006), e nel marzo 2006 nei Paesi Bassi. Infine, il 31 ottobre 2006, la Mute Records ha inoltre diffuso questo album, insieme al precedente The Knife, negli Stati Uniti.
Il disco è stato certificato disco d'oro in Svezia.
Nel 2009 il disco è stato inserito alla 56ª posizione della classifica dei "migliori 100 album degli anni 2000" stilata da Q Magazine.
Nel 2013 l'album è stato inserito dalla rivista svedese Sonic Magazine al quarto posto della classifica "I 100 migliori album svedesi di sempre".

## Tracce
Testi e musiche dei The Knife.
1. Heartbeats – 3:52
2. Girls' Night Out – 3:39
3. Pass This On – 3:49
4. One for You – 3:48
5. The Cop – 0:44
6. Listen Now – 2:50
7. She's Having a Baby – 2:10
8. You Take My Breath Away – 4:27
9. Rock Classics – 4:57
10. Is It Medicine – 2:23
11. You Make Me Like Charity – 3:06
12. Got 2 Let U – 4:00
13. Behind the Bushes – 4:15
14. Hangin' Out – 0:58

## Formazione
- The Knife - voce (Karin Dreijer), produzione, ingegneria, missaggio, design
- Kristian Andersson - supervisione hardware
- Christoffer Berg - missaggio
- Elin Berge - fotografia
- Henrik Jonsson - masterizzazione
- Kalle Lekholm - corno francese (traccia 13)
- Jenny Wilson - voce (traccia 8)